# Mawewe
Mawewe est le fils du roi du royaume de Gaza Soshangane. 
À la mort de son père, en 1858, il s'empare brièvement du trône, avant d'être vaincu par son frère, Mzila, qui devient roi du Gaza, en 1862, à l'issue d'une guerre fratricide,,.